# 1991 VN4
1991 VN4 är en asteroid i huvudbältet som upptäcktes den 10 november 1991 av den japanska astronomen Satoru Otomo i Kiyosato.
Asteroiden har en diameter på ungefär 13 kilometer och den tillhör asteroidgruppen Eos.